# Elle Anderson
Elle Anderson, née le 29 mars 1988 à Stowe, est une coureuse cycliste américaine spécialiste du cyclo-cross. Elle fait partie de l'équipe Rally.

## Biographie
Elle grandit à Stowe dans le Vermont où elle commence le ski. Ses parents sont tous deux d'anciens sportifs professionnels : sa mère en tant que skieuse, son père coureur cycliste et skieur. Après quelques succès dans la catégorie junior, une blessure l'oblige à se tourner vers le cyclisme en 2008 et le cyclo-cross en particulier. 
La saison 2013-2014 est celle des succès puisqu'elle remporte 6 courses UCI, au sein de l'équipe California Giant Berry/Specialized. A ceci s'ajoute une seconde place aux Championnats des États-Unis de cyclo-cross ainsi qu'une 15e place aux Championnats du monde.
La saison suivante, Elle quitte le circuit américain et rejoint une équipe belge. Elle se classe régulièrement dans le top 10 des épreuves européennes, avec notamment une 5e place sur la manche de Coupe du monde de Valkenburg.
Elle travaille désormais pour la société Strava, au sein du service Communication du support technique.

## Palmarès en cyclo-cross
- 2012-2013
  - Spooky Cross Weekend - Day 2, Fairplex Park, Pomona
  - New England Cyclo-Cross Series #6 - Baystate Cyclo-cross 2, Sterling
  - Chicago Cyclocross Cup New Year's Resolution 1, Bloomingdale
- 2013-2014
  - Trek Cyclo-cross Collective Cup 1, Waterloo
  - Trek Cyclo-cross Collective Cup 2, Waterloo
  - NEPCX #1 - Gran Prix of Gloucester 1, Gloucester
  - NEPCX #2 - Gran Prix of Gloucester 2, Gloucester
  - Gateway Cross Cup 2, Saint-Louis
  - Baystate Cyclo-cross, Sterling
  - 2e du championnat des États-Unis de cyclo-cross
- 2017-2018
  - XL Ziklo Kross Igorre, Igorre
  - 8e du championnat du monde de cyclo-cross

## Palmarès sur route
- 2013
  - Nevada City Classic
- 2014
  - 3e de la Cat's Hill Classic